# إلين إل وينتروب
إلين إل وينتروب (بالإنجليزية: Ellen L. Weintraub) (و. – م)هي محامية من الولايات المتحدة الأمريكية . ولدت في مدينة نيويورك .
وهي عضوة في الحزب الديمقراطي الأمريكي .

## التعليم
تعلمت في كلية هارفارد للحقوق، وجامعة ييل.